# The Top
The Top – piąty album studyjny brytyjskiego zespołu The Cure, wydany w 1984 roku.

## Historia płyty
The Top ukazało się po płycie Pornography, po której wydaniu (wskutek kłótni z liderem The Cure) z zespołu odszedł Simon Gallup, wieloletni przyjaciel Smitha. 
Po odejściu Gallupa Smith podjął radykalną decyzję o zmianie w swojej muzyce. Zaledwie kilka miesięcy po posępnym Pornography zespół wydał singel "Let's Go to Bed", na którym grali tylko Smith, Tolhurst i sesyjny perkusista Steve Goulding. Następnie grupa wydała "The Walk" oraz "The Lovecats". Wszystkie piosenki miały popowy, wesoły charakter, gitara odgrywała w nich małą rolę. Taki nastrój był bardzo odmienny od klimatu czterech wcześniejszych płyt. The Top jest pierwszym albumem odsłaniającym tę drugą, bardziej popową stronę The Cure.
Z powodu konfliktów w zespole Smith napisał prawie całą muzykę na płytę sam i zagrał na prawie wszystkich instrumentach (oprócz perkusji). Przez to The Top jest niemal solową płytą Roberta Smitha.
The Top było pierwszym studyjnym albumem The Cure, który dostał się na amerykańską listę przebojów.

## Ponowne wydanie w 2006 roku
Album został ponownie wydany 8 sierpnia 2006 roku w Stanach Zjednoczonych oraz 14 sierpnia w Wielkiej Brytanii. Pierwszy dysk zawiera oryginalny, ale zremasterowany album. Z powodu problemów z masteringiem "Bananafishbones" ukazało się na oryginalnej płycie w tempie wolniejszym, niż zostało pierwotnie nagrane. To zaniżyło wysokość tonacji o jedną sekundę. Wydanie płyty z 2006 roku przywróciło utwór do jego właściwej szybkości i tonacji, co skróciło go o ok. 15 sekund.
Drugi dysk zawiera cztery wcześniej niepublikowane piosenki, alternatywne wersje wszystkich piosenek z oryginalnego albumu oraz dwa b-side'y – "Happy the Man" i "Throw Your Foot" – z singla "The Caterpillar".

## Lista utworów
Wszystkie piosenki, oprócz specjalnie zaznaczonych, napisane przez Roberta Smitha.

### Oryginalne wydanie z 1984 roku
1. "Shake Dog Shake" – 4:55
2. "Birdmad Girl" (Smith, Tolhurst) – 4:05
3. "Wailing Wall" – 5:17
4. "Give Me It" – 3:42
5. "Dressing Up" – 2:51
6. "The Caterpillar" (Smith, Tolhurst) – 3:40
7. "Piggy in the Mirror" (Smith, Tolhurst) – 3:40
8. "The Empty World" – 2:36
9. "Bananafishbones" – 3:12
10. "The Top" – 6:50

### Wydanie deluxe z 2006 roku

#### Pierwszy dysk
Oryginalny album, jak wyżej, ale ze skróconym początkowym werblem w "Shake Dog Shake" oraz przyspieszonym o jedną sekundę utworem "Bananafishbones" (patrz: "Ponowne wydanie w 2006 roku"), co skróciło go do 2:59.

#### Drugi dysk
1. "You Stayed..." (domowe demo Roberta Smitha) – 2:21
2. "Ariel" (domowe demo Roberta Smitha) – 2:58
3. "A Man Inside My Mouth" (demo ze studia) – 3:40
4. "Sadadic" (demo Roberta Smitha ze studia) – 4:17
5. "Shake Dog Shake" (demo ze studia) – 4:56
6. "Piggy in the Mirror" (demo ze studia) – 3:40
7. "Birdmad Girl" (demo ze studia) – 3:36
8. "Give Me It" (demo ze studia) – 3:43
9. "Throw Your Foot" (demo ze studia) – 3:31
10. "Happy the Man" (demo ze studia) – 2:46
11. "The Caterpillar" (demo ze studia) – 4:17
12. "Dressing Up" (remiks ze studia) – 2:14
13. "Wailing Wall" (remiks ze studia) – 4:59
14. "The Empty World" (bootleg) – 2:47
15. "Bananafishbones" (bootleg) – 2:57
16. "The Top" (bootleg) – 7:13
17. "Forever (wersja)" (bootleg) – 4:58

## Twórcy
- Robert Smith – śpiew, gitara, gitara basowa, instrumenty klawiszowe
- Andy Anderson – instrumenty perkusyjne, perkusja
- Laurence Tolhurst – instrumenty klawiszowe
- Porl Thompson – saksofon na pierwszym i drugim dysku, instrumenty klawiszowe i gitara w koncertowych nagraniach na drugim dysku
- Phil Thornalley – gitara basowa w koncertowych nagraniach na drugim dysku

## Produkcja
- Producenci: Dave Allen, Chris Parry, Robert Smith
- Technicy: Dave Allen, Howard Grey
- Instrumentacja: Robert Smith, Laurence Tolhurst

## Notowania na listach muzycznych
Album – Billboard (Ameryka Północna)
| Rok  | Kategoria     | Pozycja |
| ---- | ------------- | ------- |
| 1984 | Billboard 200 | 180     |